# Ingrid de Oliveira
Ingrid de Oliveira (Río de Janeiro, 7 de mayo de 1996) es una clavadista brasileña. Una de las mejores saltadoras de la historia de Brasil, finalizó 4ª en el Campeonato Mundial de Natación de 2022, además de tener dos medallas en los Juegos Panamericanos y dos en los Juegos Sudamericanos. Participó en dos Juegos Olímpicos, en 2016 y 2020, además de estar clasificada para los Juegos de París 2024.

## Carrera
Creció en la zona carioca de Vista Alegre, haciendo gimnasia artística en el Fluminense Football Club, donde cambió su disciplina por los saltos. Después de perder a su madre en 2013, se fue a vivir con hermana por un tiempo en Niterói volviendo luego a Río. Fue invitada a formar parte del equipo nacional juvenil.
En los Juegos Olímpicos de la Juventud de 2014, terminó quinta en la plataforma de 10 metros femenina.
En los Juegos Panamericanos de 2015 celebrados en Toronto, Canadá, obtuvo la medalla de plata junto a Giovanna Pedroso
Logró clasificar para los Juegos Olímpicos de Río de Janeiro 2016 junto a Pedroso para el evento de saltos sincronizados en la categoría plataforma a 10 metros femenino. También se clasificó para la categoría individual. Ingrid terminó octava en la plataforma de 10 metros sincronizada femenina y 22ª en la plataforma de 10 metros femenina.
En los Juegos Sudamericanos de 2018 ganó el oro en plataforma de 10 m individual y el bronce en plataforma de 10 m sincronizado.
Compitió en los Juegos Olímpicos de Tokio 2020, quedando en el puesto 24 en la plataforma de 10 metros femenina.
En el Campeonato Mundial de Natación de 2022, tuvo la mejor actuación en la historia de los clavados brasileños, obteniendo el cuarto lugar en el evento de plataforma de 10 metros.
En el Campeonato Mundial de Natación de 2023, estuvo nuevamente en la final y ahora terminó en el puesto 12 en la plataforma femenina de 10 metros.
En los Juegos Panamericanos de 2023, Ingrid de Oliveira y Giovanna Pedroso ganaron la medalla de bronce en la prueba de 10 metros sincronizados.